# Anisodes contrariata
Anisodes contrariata là một loài bướm đêm trong họ Geometridae.